# Vörös mecset (Berat)
A Vörös mecset (albán Xhamia e Kuqe) a 15. században épült, mára csak romjaiban látható muszlim mecset az albániai Berat 2008 óta világörökségi védelmet élvező történelmi városrészében, a várnegyed délnyugati részén. Albánia egyik legrégebbi ismert mecsetje.

## Története és leírása
A Vörös mecset a 15. század első felében épült, Berat legrégebbi, illetve Albánia egyik legrégebbi mecsetje. A kutatások alapján Berat 1417-es oszmán kézre kerülése után röviddel építették a berati belső várban elhelyezett török helyőrség számára. Olyan, kevésbé elfogadott feltételezések is ismertek, hogy az 1385 utáni időszakban épült, amikor II. Balša zetai fejedelem legyőzését követően a törökök rövid időre bevetették magukat Berat várába is. A második világháborús bombázások során a mecset jelentősen károsodott. 1961-ben műemléki védettséget kapott. 1977-ben részlegesen restaurálták, de az épület teljes helyreállítását is tervezik 20. századi eleji fényképek alapján.
Imacsarnokának fennálló falai, valamint a minaret – amelynek külön érdekessége, hogy a mihrábtól balra helyezték el – az erkélyfödém magasságáig megmaradt. Az épület falszerkezetét váltakozó kő- és téglasávok alkotják (ún. cloisonné technika).